# Manuel Odriozola Romero
Manuel Odriozola Romero, (Lima, 26 de marzo de 1826 - ibidem, 27 de junio de 1888) fue un médico, catedrático universitario y político peruano. Fue ministro de Justicia e Instrucción Pública, de 1875 a 1876, y decano de la Facultad de Medicina de San Fernando (1881-1884 y 1886-1888).

## Biografía
Fue hijo del coronel e historiador Manuel de Odriozola y de Juana Romero. En 1844 inició estudios de Filosofía y Matemáticas en el Colegio de la Independencia (heredero del antiguo Colegio de Medicina y Cirugía de San Fernando y antecesor de la Facultad de Medicina de San Fernando), estudios que concluyó en 1846, pasando entonces a cursar Medicina. Simultáneamente ofició de profesor de Cálculo y Geometría en el mismo centro de estudios, llegando a ser vicerrector en 1849. Se graduó de bachiller en Filosofía y se recibió como Médico Cirujano en 1851. De 1847 a 1856 fue secretario de la Junta Directiva de Medicina, sucesora del antiguo Tribunal del Protomedicato y encargada de evaluar a los postulantes a médicos.
En 1854 se incorporó al ejército como cirujano de primera clase. Cuando en 1856 Cayetano Heredia organizó la Facultad de Medicina de San Fernando, fue nombrado catedrático de Patología General. Atendió al servicio en el Hospital de Santa Ana (1856-1858). 
Viajó a Europa para perfeccionarse en su profesión, y de regreso, colaboró en la Gaceta Médica. En 1860 se reincorporó al ejército como cirujano mayor; asimismo, atendió en el Hospital de San Bartolomé (1860-1864). 
Fue uno de los asistentes de la asamblea en donde se fundó el Partido Civil y que lanzó la candidatura presidencial de Manuel Pardo, que obtuvo el triunfo en 1872.
De 1873 a 1874 fue decano interino de la Facultad de Medicina, por enfermedad del decano titular Miguel Evaristo de los Ríos. Poco después, el presidente Manuel Pardo lo nombró Ministro de Justicia e Instrucción Pública, cargo que ejerció de 10 de marzo de 1875 a 2 de agosto de 1876, es decir, en la fase final de dicho gobierno. Durante su gestión aprobó la creación de la Escuela Nacional de Ingenieros (hoy Universidad Nacional de Ingeniería) y de la Facultad de Ciencias Políticas y Administrativas de la Universidad de San Marcos, así como un nuevo Reglamento de Instrucción Pública (1876). Por entonces, fue elegido subdecano de la Facultad de Medicina de San Fernando.
Durante la ocupación chilena de Lima (1881-1883), ocultó en su casa los archivos y enseres de la Facultad de Medicina, cuyo local fue convertido en cuartel por los chilenos. Salvó así un valioso material de la rapacidad y el vandalismo de los invasores, que se robaron hasta los libros de la Biblioteca Nacional del Perú, cuyo director era en esos días su padre. El gobierno de Francisco García Calderón nombró a Odriozola decano de la Facultad de Medicina (1881).
Durante el gobierno de Miguel Iglesias (1883-1885) surgió un conflicto entre el Estado y la Facultad de Medicina, referido a la autonomía universitaria. El doctor Juan E. Corpancho, nombrado catedrático de Obstetricia bajo el gobierno dictatorial de Nicolás de Piérola, había sido destituido por el gobierno de García Calderón. Al instaurarse el gobierno de Iglesias, Corpancho solicitó ser repuesto en la Facultad, alegando que todas las disposiciones dadas por el gobierno de García Calderón habían sido anuladas. Transgrediendo el Reglamento General de Instrucción Pública, el gobierno de Iglesias repuso a Corpancho como catedrático de Obstetricia. El doctor Manuel Odriozola, entonces decano de la Facultad de Medicina, pidió al rector Ramón Ribeyro que mediara ante el gobierno para que reconsiderase su decisión, ya que el nombramiento de Corpancho equivalía a profesor titular, que podía ejercerse por concurso público. La respuesta del gobierno fue desmedida: por decreto suscrito por Iglesias y su ministro Martín Dulanto, el 3 de octubre de 1884, fue destituido Odriozola de sus cargos de decano y profesor, siendo sometido al fuero judicial por desacato. En su reemplazo fue nombrado decano el susodicho Corpancho y como subdecano Martín Dulanto. Estas medidas prepotentes originaron la protesta del profesorado sanmarquino.
La restitución y rehabilitación de Odriozola vino con el cambio de gobierno, tras la guerra civil de 1884-1885. El 2 de enero de 1886 el ministro Manuel Tovar y Chamorro (del gobierno del Consejo de Ministros presidido por Antonio Arenas) firmó un decreto que ordenó la restitución de todas las autoridades universitarias que habían estado en funciones hasta octubre de 1884. Odriozola fue reelegido como decano para un nuevo período. Por entonces fue también elegido senador por Lima, llegando a ser segundo vicepresidente del Senado (1886). 
Manuel Odriozola fue, en su tiempo, uno de los más distinguidos médicos prácticos que ejercían su profesión en la capital peruana. Era experto en auscultación y en la percusión, siendo muy consultado en su calidad de autoridad médica en materia de enfermedades pulmonares.
Falleció en 1888, a la edad de 62 años. Como dato final, su padre, el viejo militar e historiador Manuel de Odriozola, le sobrevivió por un año más, falleciendo a la avanzada edad de 85 años.

## Obra
- Estudio acerca de la verruga peruana (1858), el primer estudio publicado sobre dicha enfermedad.